# Buraco do Padre
A Furna do Buraco do Padre é um dos mais belos atrativos naturais dos Campos Gerais, no estado do Paraná, Sul do Brasil.

## Sobre o lugar
Está localizada dentro do Parque Nacional dos Campos Gerais, na borda leste da Bacia do Paraná, a aproximadamente 24 km a leste/sudeste da cidade de Ponta Grossa, distrito de Itaiacoca. É uma furna que ocorre no cruzamento de falhas geológicas e fraturas que cortam as rochas arenosas da Formação Furnas. Estas falhas e fraturas causaram erosão subterrânea do arenito. O acesso ao interior da furna se dá através do leito do Rio Quebra-Pedra, com a ocorrência de uma imponente cascata. Dentro do Buraco do Padre ocorrem notáveis exposições de arenitos da Formação Furnas, com suas típicas estratificações cruzadas e plano-paralelas.
Este lugar deslumbrante faz parte de um Parque Nacional gerido pela Águia Florestal, uma empresa pública de manejo florestal que, desde 2019, atua em parceria com o Grupo Universitário de Pesquisas Espeleológicas (GUPE). 
A sua experiência começa com uma caminhada leve de 880 metros por uma trilha tranquila e repleta de paisagens encantadoras, que leva até a entrada da caverna. Lá, um rio de águas cristalinas emerge de um túnel subterrâneo e se revela em meio à natureza. A caverna não precisa de iluminação artificial — sua imponente abertura permite a entrada da luz natural, criando um ambiente mágico, com jogos de luz e sombra que tornam a visita ainda mais especial.
O melhor de tudo? A visita é autoguiada e já está incluída no valor do ingresso do parque. Assim, você pode explorar no seu próprio ritmo e aproveitar cada detalhe dessa joia natural.

## A história deste lugar

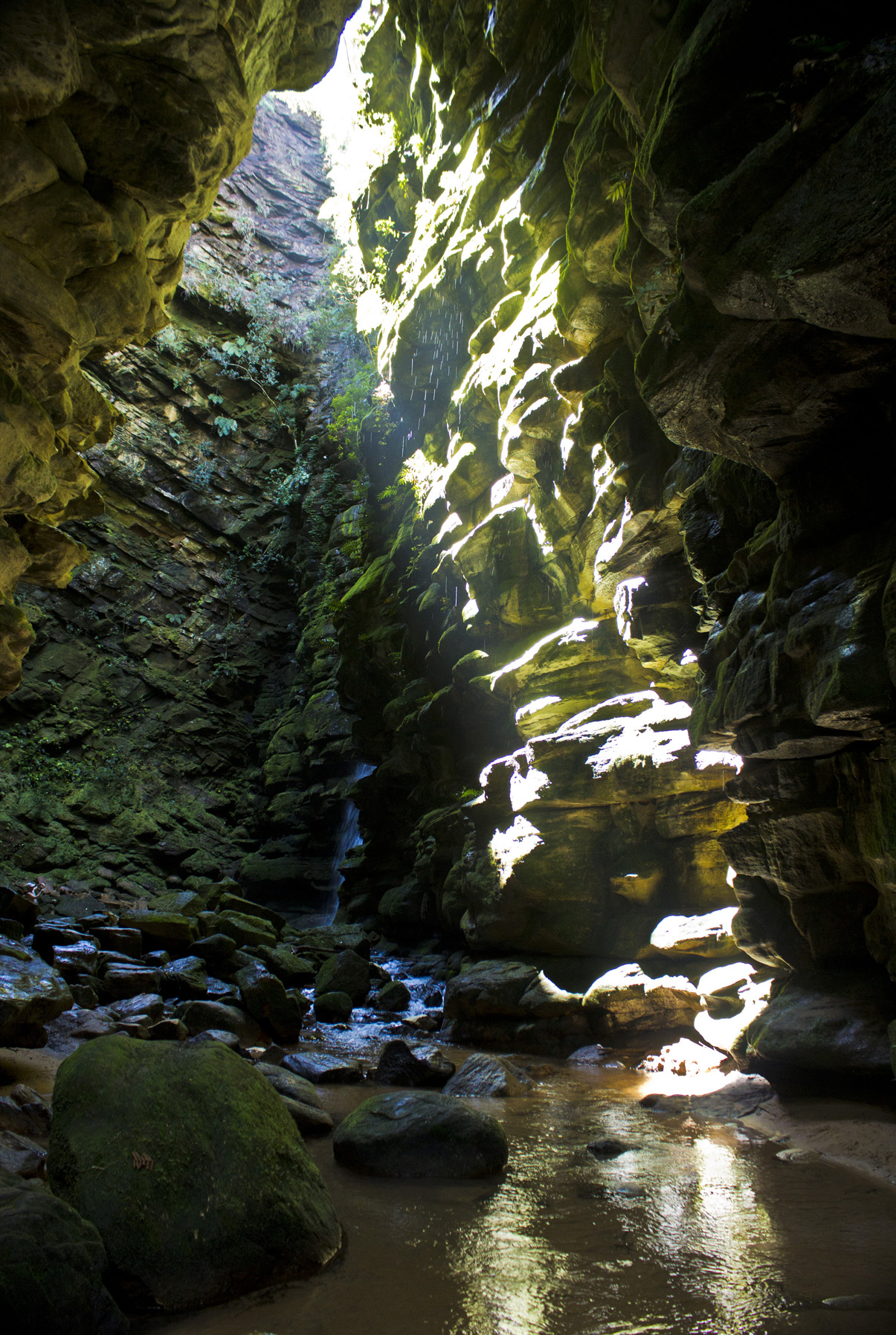
Buraco do Padre - Ponta Grossa - PR

Acredita-se que o nome Buraco do Padre tenha se originado com os padres jesuítas, no século XVII ou XVIII, que usavam o local como ponto de meditação, retiro ou até mesmo refúgio. Há também relatos de que os jesuítas, então proprietários das terras de Pitangui — onde passava uma antiga trilha de tropas —, utilizavam a caverna como abrigo durante suas jornadas pelo interior do Brasil.
Outra versão aponta que o nome foi dado pelos próprios caboclos e tropeiros que cruzavam a região. Segundo tradições orais, o local pode ter servido como esconderijo ou ponto de descanso para os missionários em suas viagens de evangelização junto às populações indígenas.
Muito antes da chegada dos jesuítas, a região já era habitada por povos indígenas, provavelmente dos grupos Caingangues ou Guaranis. Embora não haja grandes descobertas arqueológicas na caverna em si, a área ao redor revelou vestígios como ferramentas de pedra e fragmentos de cerâmica, evidenciando a presença humana na região desde tempos pré-colombianos.
Desde 2002 é um dos sítios geológicos brasileiros, conforme definido pela Comissão Brasileira de Sítios Geológicos e Paleobiológicos.  No ano de 2005, passou a integrar o então criado Parque Nacional dos Campos Gerais.
O acesso ao local é feito pela Rodovia Talco (PR 513), km 14. A partir do Campus Uvaranas da UEPG, siga por 16 km e vire à direita em uma estrada de terra. Após 6 km, vire à esquerda para acessar o Buraco do Padre. Escalada e acampamento são proibidos.